# یرانوس
یرانوس (به ارمنی: Երանոս) یک شهر در ارمنستان است که در استان گغارکونیک واقع شده‌است.  در  کیلومتری شمال گاوار، مرکز استان گغارکونیک واقع شده است.

## خصوصیات
یرانوس ۶٬۱۱۹ نفر جمعیت دارد و ۲٬۰۰۷ متر بالاتر از سطح دریا واقع شده‌است.  در  کیلومتری شمال گاوار، مرکز استان گغارکونیک واقع شده است.

## جاذبه‌های تاریخی

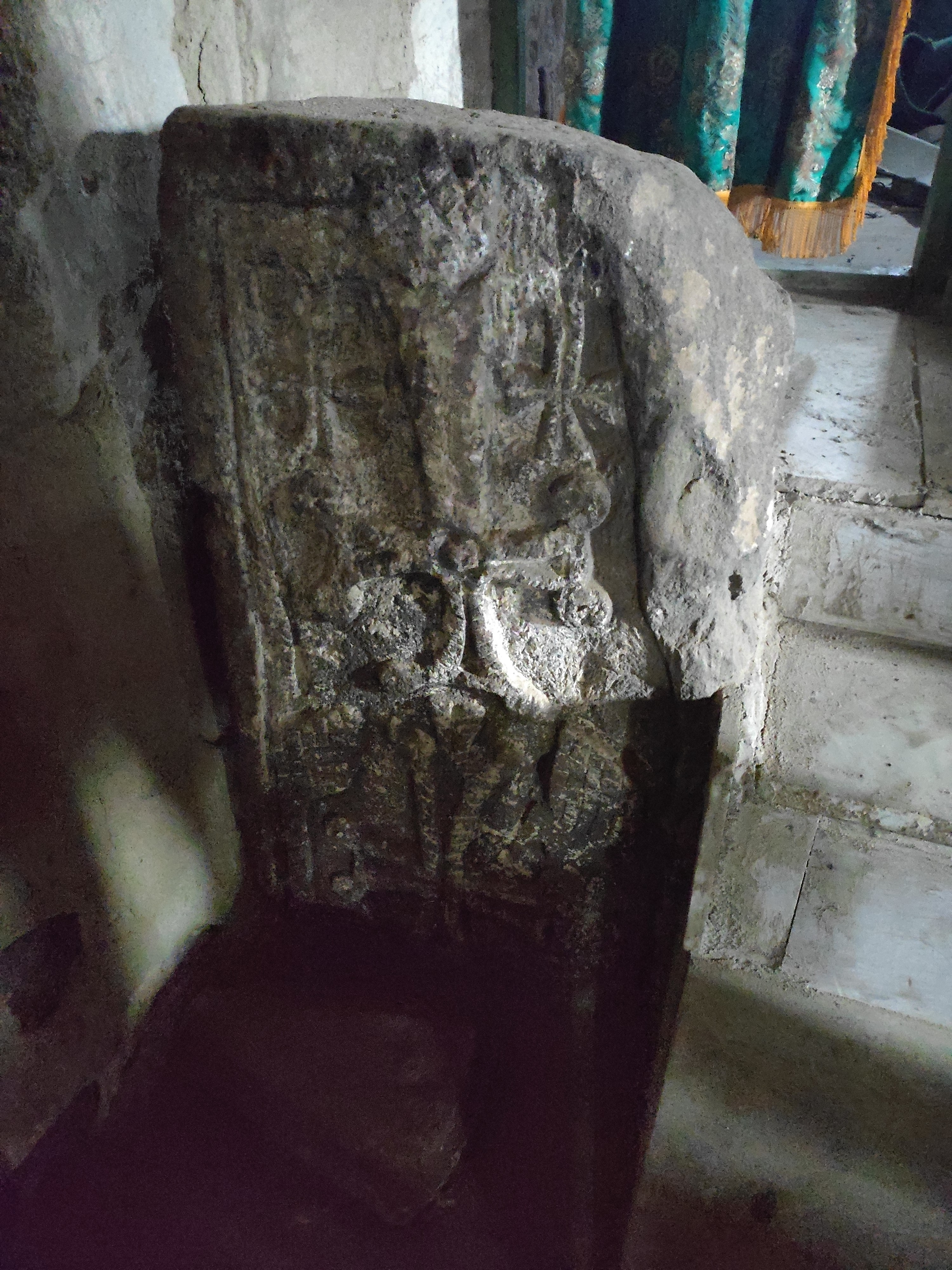
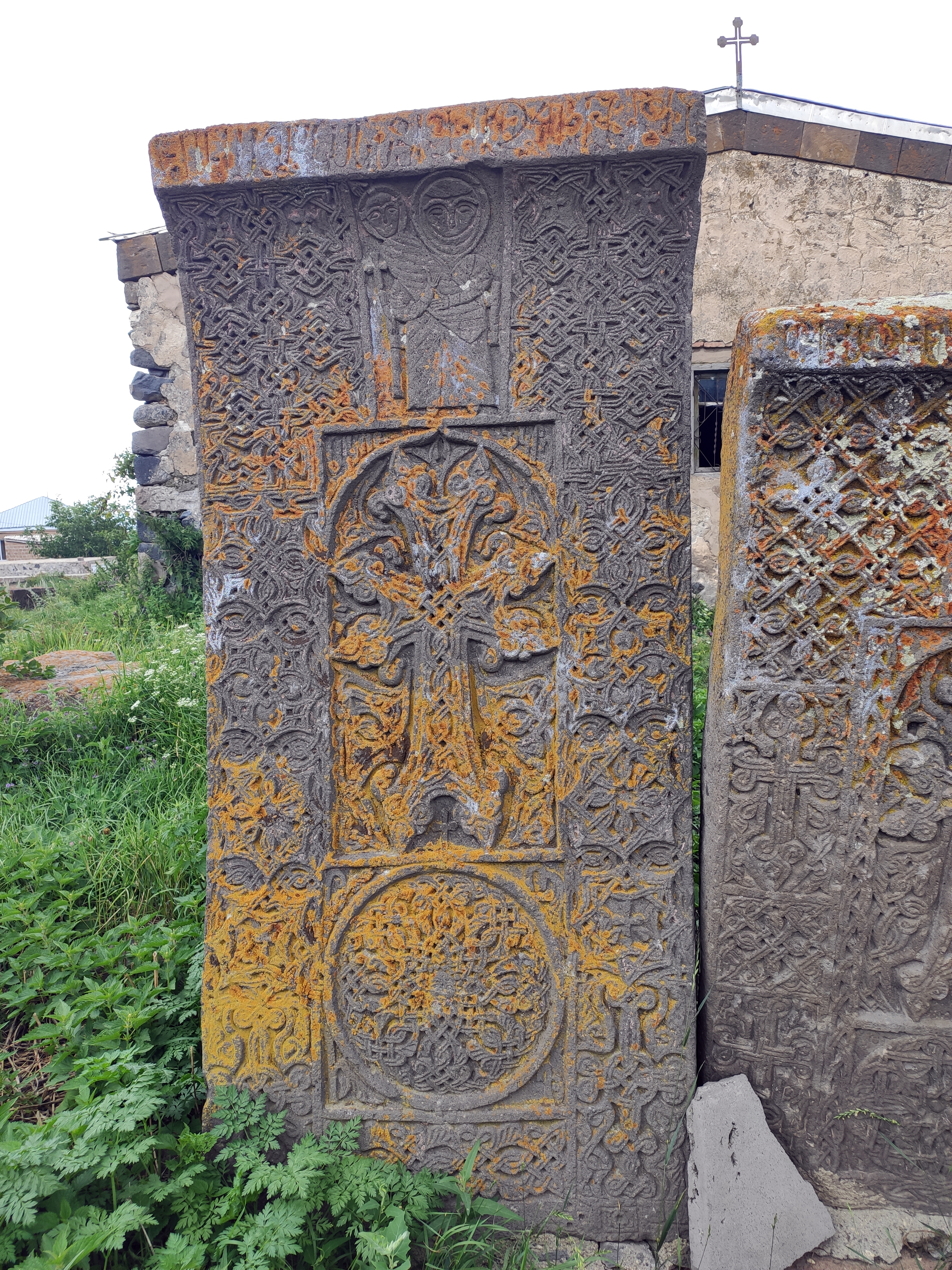